# Bulbophyllum lichenoides
Bulbophyllum lichenoides là một loài phong lan thuộc chi Bulbophyllum.